# ریودو اوزاکی
ریودو اوزاکی (به ژاپنی: 宇崎 竜童، Ryudo Uzaki) (زادهٔ ۲۳ فوریهٔ ۱۹۴۶) بازیگر، خواننده و ترانه‌سرا اهل ژاپن است.
از فیلم‌ها یا برنامه‌های تلویزیونی که وی در آن نقش داشته‌است می‌توان به رانمن (مجموعه تلویزیونی) اشاره کرد.